# ماثيو فرنسيس
ماثيو فرنسيس (بالإنجليزية: Matthew Francis)‏ هو أكاديمي بريطاني، ولد في 1956.